# Cádiz Sport Club
El Cádiz Sport Club fue un equipo de fútbol fundado en 1910 en la ciudad de Cádiz. El Club contaba con el respaldo de la Representación del Real Club de Tiro Nacional, que le cedió un terreno de juego para jugar sus partidos, el Campo de la Avenida Ana de Viya. El Club tuvo muchos simpatizantes, pues su objetivo era convertirse en el equipo representativo de la ciudad en las competiciones oficiales. Para ello debía desbancar al Mirandilla F.C. (actual Cádiz C. F.), que era el Club que estaba tomando posiciones en este aspecto. Finalmente, el Cádiz Sport Club se ve obligado a sucumbir al poderío deportivo, organizativo e institucional del Mirandilla F.C. y acaba desapareciendo en 1935.